# Félix Gómez
Feliciano Gómez Hernández, noto come Félix Gómez (Carmona, 5 settembre 1977), è un attore spagnolo che lavora in campo cinematografico, teatrale e televisivo.

## Biografia
Si è fatto conoscere grazie al ruolo di Jero Ruiz nella serie televisiva Al salir de clase, andata in onda su Telecinco. Il suo debutto cinematografico è stato con un piccolo ruolo nella commedia Besos para todos, con protagonista Emma Suárez. 
In Spagna è noto anche per il ruolo di Rodrigo Robles Castillo nella telenovela Amare per sempre.
Nel 2006 ha recitato nel film El camino de los ingleses diretto da Antonio Banderas, mentre l'anno successivo ha fatto parte del cast de Le 13 rose di Emilio Martínez Lázaro. 
Nel 2012 ha preso parte al videoclip del singolo Disconnected dei Keane, diretto da Juan Antonio Bayona e Sergio G. Sánchez.
Ha recitato in Italia nella fiction La dama velata con Miriam Leone e Lino Guanciale. Tra il 2015 e il 2016 ha interpretato il ruolo di Fernando Álvarez de Toledo nella serie televisiva Carlos, rey emperador, sulla vita di Carlo V d'Asburgo.

## Filmografia

### Cinema

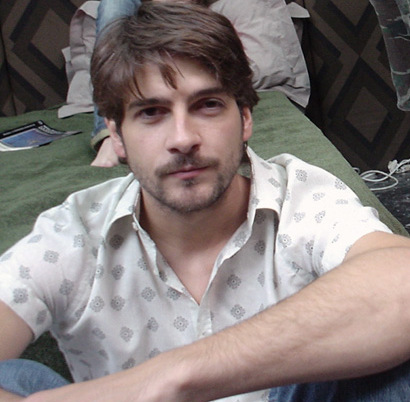
Gómez nel 2006 durante la lavorazione di 3:19

- Besos para todos, regia di Jaime Chávarri (2002)
- La suerte dormida, regia di Ángeles González Sinde (2003)
- Matar al ángel, regia di Daniel Múgica (2003)
- El año de la garrapata, regia di Jorge Coira (2004)
- El camino de los ingleses, regia di Antonio Banderas (2006)
- Abrígate, regia di Ramón Costafreda (2007)
- Le 13 rose (Las 13 rosas), regia di Emilio Martínez Lázaro (2007)
- 3:19, regia di Dany Saadia (2008)
- Agnosia, regia di Eugenio Mira (2010)
- Insensibles, regia di Juan Carlos Medina (2012)
- Tiempo sin aire, regia di Andrés Luque e Samuel Martín Mateos (2015)
- Ibiza, regia di Alex Richanbach (2018)

### Televisione
- El comisario – serie TV, 1 episodio (2000)
- Al salir de clase – serie TV, 460 episodi (2000-2002)
- Padre Coraje – miniserie TV, 3 episodi (2002)
- Un lugar en el mundo – serie TV, 13 episodi (2003)
- Hospital Central – serie TV, 1 episodio (2004)
- Los 80 – serie TV, 6 episodi (2004)
- Las cerezas del cementerio – film TV (2005)
- Más que hermanos – film TV (2005)
- Amare per sempre (Amar en tiempos revueltos) – telenovela, 117 episodi (2005-2006)
- Herederos – serie TV, 36 episodi (2007-2009)
- La huella del crimen – miniserie TV, 1 episodio (2009)
- Raphael: una historia de superación personal – miniserie TV, 2 episodi (2010)
- 14 de abril. La República – serie TV, 14 episodi (2011)
- Los misterios de Laura – serie TV, 1 episodio (2014)
- La dama velata – serie TV, 3 episodi (2015)
- Cuéntame un cuento – serie TV, 1 episodio (2014)
- Carlos, rey emperador – serie TV, 15 episodi (2015-2016)
- Alto mare - serie Tv (2019-2020)